# Els Amics de les Arts
Els Amics de les Arts (em português, Os Amigos das Artes) é uma banda musical criada no ano 2005 em Barcelona, de estilo folk-pop, música de autor e, mais recentemente, eletrônica. Os seus fundadores foram Dani Alegret, Joan Enric Barceló, Ferran Piqué i Eduard Costa, mas este último saiu da banda em 2018. O seu álbum de debut foi publicado em 2008 (Castafiore Cabaret), mas o grande sucesso chegou no ano seguinte (Bed & Breakfast), muito bem aceito por crítica e público. Em 2020 publicaram o seu sexto LP (El senyal que esperaves), o primeiro como uma tripla. As suas músicas são escritas em catalão, com letras muito elaboradas de temática costumbrista e romântica.

## Carreira musical

### Primeiros anos (2005-2008)
A banda nasceu em um apartamento da cidade de Barcelona, onde os quatro músicos fundadores moravam enquanto completavam o ensino superior: Costa (Banyoles, 1977) cursava o doutorado em Ciências Ambientais; Piqué (Reus, 1981) estudava arte dramática; Barceló (Vidreres, 1981), filologia inglesa e Alegret (Barcelona, 1983) cursava filosofia e estudava no Taller de Músics (centro educativo onde estudou a Rosalia).
Em 2005, Els Amics de les Arts autoproduziram a sua primeira fita demo, intitulada Catalonautes. Concurriram no concurso Sona9, de novos talentos musicais da Catalunha, onde foram os vencedores do prémio à Melhor Banda, em votação popular. Em 2006 os Amics foram morar em diferentes cidades, mas ainda puderam se reunir para gravar um EP, Roulotte Polar, que foi distribuído pela internet.
Castafiore Cabaret (Pistatxo Records, 2008) foi o primeiro CD publicado em formato físico pela banda. Gravou-se no apartamento do Dani Alegret, com seis músicas novas. A revista musical Enderrock distribuiu 8.000 cópias junto com o seu número de julho e dedicou uma larga reportagem à banda. Nesse verão, o grupo fez uma extensa turnê de apresentação por muitas cidades dos países catalães.

### Estouro (2009-2013)

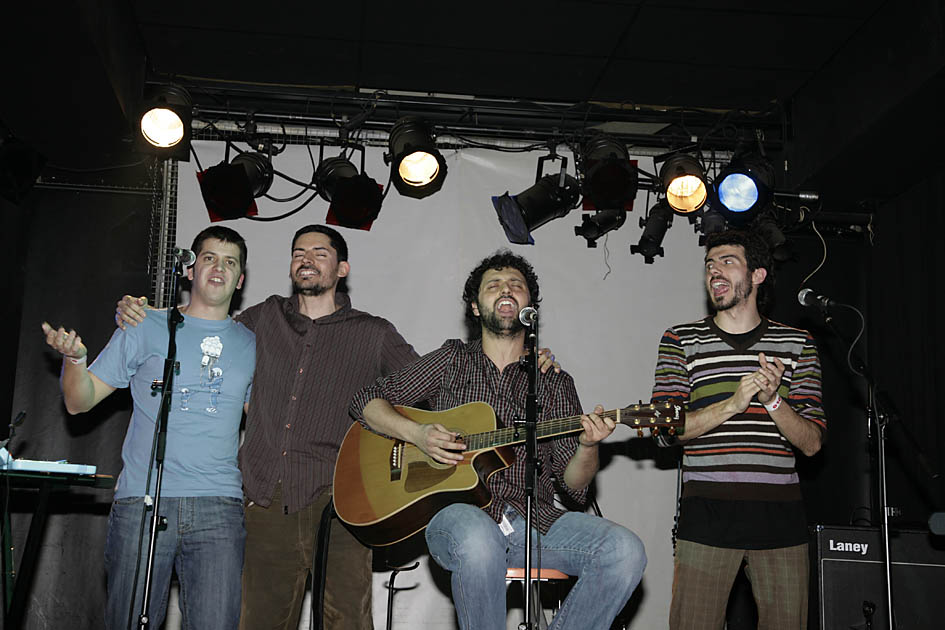
A banda em um show de 2009.

Em maio de 2009, os Amics lançaram um pequeno EP de raridades com três músicas, intitulado Càpsules Hoi-Poi. Logo, no verão, gravaram o que seria seu segundo álbum, Bed & Breakfast, publicado em 31 de outubro pela Discmedi. Este foi o seu primeiro grande sucesso, disco de ouro e alguns prémios, como o Disco Catalão do Ano, da Ràdio 4. A turnê de 2010 levou-lhes até Madri, Hamburgo ou Berlim. Em Barcelona fizeram dois shows no Palácio da Música Catalã, cujos ingressos venderam-se em poucas horas.
Espècies per catalogar (Discmedi, 2012) é o único álbum em língua catalã em ter atingido o primeiro lugar da lista d'iTunes na Espanha. Também foi disco de ouro e ganhou diversos prémios, como o Premi Altaveu e o Premi UFI. Em 2013 foi lançado o seu primeiro CD+DVD ao vivo, Tenim dret a fer l'animal, também da Discmedi, gravado na sala Razzmatazz de Barcelona.

### Consagração (2014-2018)
O quarto disco da banda foi Només d'entrar hi ha sempre el dinosaure (Discmedi, 2014). De novo, disco de ouro e mais dois prémios Enderrock. Na comemoração do dêcimo aniversário, em 2015, a banda ofereceu dois shows especiais: o primeiro, no dia 30 de julho no Teatre Grec de Barcelona e o segundo, em 6 de agosto, no festival Cap Roig, em Calella de Palafrugell. Desta última atuação, que contou com a colaboração da Vicens Martin Dream Big Band, surgiu um novo CD+DVD ao vivo, que recebeu o nome 10 anys.
Até fevereiro de 2017 a banda não publicou conteúdo novo: Un estrany poder (Sony Music). A produção foi encarregada ao Tony Doogan, quem tinha trabalhado com grandes artistas como Belle & Sebastian, Mogwai ou David Byrne. Neste trabalho é palpável como a banda começa a incorporar ritmos da música eletrônica. Em novembro de 2018 els Amics de les Arts faz seu último show da turnê, acompanhado por uma orquestra sinfônica e o grupo coral feminino do Orfeu Catalão. O concerto serviu para dizer adeus ao Eduard Costa, quem iria começar um novo projeto em solitário, L'últim indi.

### Tripla (2019-...)
Após a saída do Costa, a banda continuou o seu projeto musical. A publicação do seguinte trabalho, El senyal que esperaves (Universal Music Group), foi adiada até setembro de 2020 por causa da pandemia de COVID-19. Enquanto isso acontecia, foram publicados três EPs, Els dies més dolços, com versões acústicas de hits antigos dos Amics.

## Integrantes

### Atuais
- Dani Alegret Ruiz (2005-...): voz e teclados.
- Joan Enric Barceló Fàbregas (2005-...): voz e violão.
- Ferran Piqué Fargas (2005-...): voz e guitarra.

### Ex-integrantes
- Eduard Costa (2005-2018): voz e glockenspiel.

## Discografia

### Discos ao vivo
- 2013: Tenim dret a fer l'animal
- 2015: 10 anys

### Outros
- 2005: Catalonautes (demo)
- 2006: Roulotte polar (demo)
- 2009: Càpsules Hoi-poi (raridades)
- 2015: La taula petita (EP)
- 2020: Els dies més dolços #1, #2, #3 (EPs)